# Нијујски језик
Нијујски језик или нијуе језик, нијуеански језик (ниј. ko e vagahau Niuē, енгл. Niuean language) полинежански је језик који припада малајско-полинежанској подгрупи аустронезијских језика. Најсроднији је тонганском језику, а нешто мање другим полинезијским језицима као што су маорски, самоански и хавајски језик. Тонгански и нијујски заједно стварају тонганску подгрупу полинезијских језика. Нијујски се такође развио под утицајем самоанског и источних полинезијских језика.

## Говорници
Нијујским језиком говори око 1.600 људи на острву Нијуе (97,4% становника, према попису из 1991. године), као и говорници на Куковим острвима, Новом Зеланду и Тонги. Укупно 8.000 говорника широм света. Нијујским језиком говори више људи ван матичног острва него на самом острву. На самом острву већина становника је двојезична (такође говори и енглеским језиком).
Почетком 1990их година, 70% свих говорника нијујског је живело на Новом Зеланду.